# رجینا تورنکو
رجینا تورنکو (اوکراینی: Регіна Петрівна Тодоренко؛ زادهٔ ۱۴ ژوئن ۱۹۹۰) خواننده و سخنران اهل اتحاد جماهیر شوروی سوسیالیستی است. وی از سال ۲۰۰۸ میلادی تاکنون مشغول فعالیت بوده‌است.